# Marianne Hoepfner
Marianne Brigitte Hoepfner (Bourg-en-Bresse, 7 aprile 1944) è un'ex pilota automobilistica e pilota di rally francese, che ha partecipato a 4 edizioni della 24 ore di Le Mans (1975, 1977, 1978, 1980).

## Carriera
Attiva tra gli anni 70 e gli 80, apparteneva al cosiddetto "quartetto" di piloti francesi donne degli anni '70 composto da Michèle Mouton, Marie-Claude Charmasson e Christine Dacremont.
Vinse il rally Parigi-Saint-Raphaël dapprima nel 1969 come navigatore al fianco di Claudine Trautmann, e poi nel 1972 e nel 1973 
rispettivamente su Alpine-Renault A110 1600 e su  Alpine-Renault A110 1800.
In seguito nel 1974 vinse la Ladies' Cup del Tour de France automobilistico; nel biennio 1975-76 arrivò due volte settima al Rally del Marocco.
Sempre nel 1975, debuttò alla 24 Ore di Le Mans vincendo nella categoria da 2,0 litri. Nel 1981 partecipo alla 24 Ore di Spa Francorchamps, con Alain Cudini e Derek Bell. L'anno seguente insieme al marito prese parte al rally di Montecarlo del 1982. Successivamente nel 1984 prese il via al rally-raid Parigi-Dakar.

## Palmarès
- 24 ore di Le Mans 1975

## Risultati nel WRC
| 1973 | Scuderia       | Vettura                                  |    |  |  |  |     |  |  |  |     |  |  |  |  |  |  |  | Punti | Pos. |
| ---- | -------------- | ---------------------------------------- | -- |  |  |  | --- |  |  |  | --- |  |  |  |  |  |  |  | ----- | ---- |
| 1973 | Team Aseptogyl | Alpine-Renault A110 1600S Alpine-Renault | 34 |  |  |  | Rit |  |  |  | Rit |  |  |  |  |  |  |  |       |      |

| 1974 | Scuderia     | Vettura                  |  |  |  |  |  |   |  |  |  |  |  |  |  |  |  |  | Punti | Pos. |
| ---- | ------------ | ------------------------ |  |  |  |  |  | - |  |  |  |  |  |  |  |  |  |  | ----- | ---- |
| 1974 | J-P Bertrand | Alpine-Renault A110 1800 |  |  |  |  |  | 9 |  |  |  |  |  |  |  |  |  |  |       |      |

| 1975 | Scuderia | Vettura        |  |  |  |  |   |  |  |  |  |  |  |  |  |  |  |  | Punti | Pos. |
| ---- | -------- | -------------- |  |  |  |  | - |  |  |  |  |  |  |  |  |  |  |  | ----- | ---- |
| 1975 |          | Peugeot 504 Ti |  |  |  |  | 7 |  |  |  |  |  |  |  |  |  |  |  |       |      |

| 1976 | Scuderia                            | Vettura                                |    |  |  |  |  |   |  |  |  |  |  |  |  |  |  |  | Punti | Pos. |
| ---- | ----------------------------------- | -------------------------------------- | -- |  |  |  |  | - |  |  |  |  |  |  |  |  |  |  | ----- | ---- |
| 1976 | Team Chardonnet Team ESSO Aseptogyl | Autobianchi A112 Abarth Peugeot 504 Ti | 25 |  |  |  |  | 7 |  |  |  |  |  |  |  |  |  |  |       |      |

| 1977 | Scuderia            | Vettura                         |     |  |  |  |  |  |  |  |  |     |  |  |  |  |  |  | Punti | Pos. |
| ---- | ------------------- | ------------------------------- | --- |  |  |  |  |  |  |  |  | --- |  |  |  |  |  |  | ----- | ---- |
| 1977 | Team ESSO Aseptogyl | Lancia Stratos HF Toyota Celica | Rit |  |  |  |  |  |  |  |  | Rit |  |  |  |  |  |  |       |      |

| 1978 | Scuderia                           | Vettura                                             |    |  |  |  |     |  |  |  |  |     |  |  |  |  |  |  | Punti | Pos. |
| ---- | ---------------------------------- | --------------------------------------------------- | -- |  |  |  | --- |  |  |  |  | --- |  |  |  |  |  |  | ----- | ---- |
| 1978 | Team ESSO Aseptogyl Team Aseptogyl | Citroën CX 2500 Diesel Toyota Celica Fiat 127 Sport | 76 |  |  |  | Rit |  |  |  |  | Rit |  |  |  |  |  |  |       |      |

| 1979 | Scuderia | Vettura                       |    |  |  |  |     |  |  |  |  |  |  |  |  |  |  |  | Punti | Pos. |
| ---- | -------- | ----------------------------- | -- |  |  |  | --- |  |  |  |  |  |  |  |  |  |  |  | ----- | ---- |
| 1979 |          | Citroën CX 2400 Toyota Celica | 43 |  |  |  | Rit |  |  |  |  |  |  |  |  |  |  |  | 0     |      |

| 1981 | Scuderia | Vettura                 |  |  |  |  |  |  |  |  |  |  |     |  |  |  |  |  | Punti | Pos. |
| ---- | -------- | ----------------------- |  |  |  |  |  |  |  |  |  |  | --- |  |  |  |  |  | ----- | ---- |
| 1981 |          | Porsche 924 Carrera GTS |  |  |  |  |  |  |  |  |  |  | Rit |  |  |  |  |  | 0     |      |

| 1986 | Scuderia | Vettura          |     |  |  |  |  |  |  |  |  |  |  |  |  |  |  |  | Punti | Pos. |
| ---- | -------- | ---------------- | --- |  |  |  |  |  |  |  |  |  |  |  |  |  |  |  | ----- | ---- |
| 1986 |          | Lancia Y10 Turbo | Rit |  |  |  |  |  |  |  |  |  |  |  |  |  |  |  | 0     |      |

| Legenda | 1º posto | 2º posto | 3º posto | A punti | Senza punti | Ritirato | Squalificato | NP=Non partito C=Gara cancellata | Apice=Power stage |